# Alfred Schoep
Alfred Ferdinandus Maria Ghislenus Schoep  (né le 6 juin 1881 à Gand et mort le 1er juin 1966) est un minéralogiste belge qui a fait la découverte de nombreux minéraux. 

## Biographie
Fils de Charles Euphras Schoep et L. Uytterhaegen, il étudie à l'université de Gand en 1904 et obtient un doctorat en géographie puis en sciences naturelles en 1906 (minéralogie, géologie, cristallographie).
Il commence sa carrière scientifique en octobre 1906 en tant qu'assistant en chimie analytique. De 1910 à 1913, Schoep participe à une expédition géologique dans le sud du Katanga (Congo belge), sous la direction de Claude Guillemin (1923-1994). Plus tard, il a participé à d'autres expéditions en Russie, au Caucase et le long de la côte de la mer Caspienne.
Comme minéralogiste, A.Schoep est connu pour ses recherches concernant de nombreux minéraux d'uranium trouvés dans les mines de Kalongwe et de Shinkolobwe au Katanga.

## Hommages

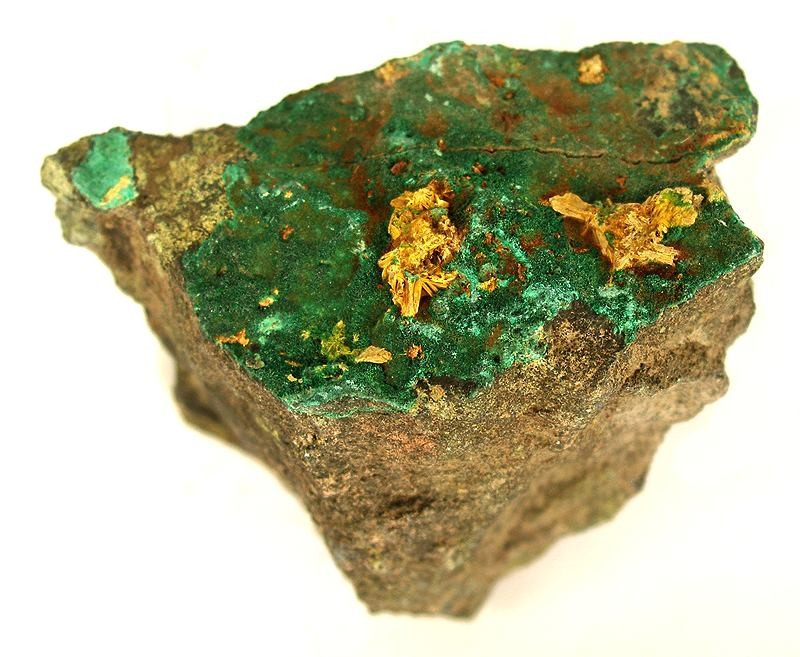
La schoepite, de formule chimique (UO2)8O2(OH)12 • 12(H2O).

En son honneur, la schoepite, un oxyde hydraté d'uranium, fut nommée d'après lui en reconnaissance de son travail accompli dans le domaine de la minéralogie.

## Source
- (it) Cet article est partiellement ou en totalité issu de l’article de Wikipédia en italien intitulé « Alfred Schoep » (voir la liste des auteurs).